# إليزابيث كيزر
إليزابيث كيزر (بالسويدية: Elisabeth Keyser) هي رسامة سويدية، ولدت في 22 يناير 1851 في ستوكهولم في السويد، وتوفيت في 16 ديسمبر 1898 في Klara Church Parish ‏ في السويد.

## معرض صور

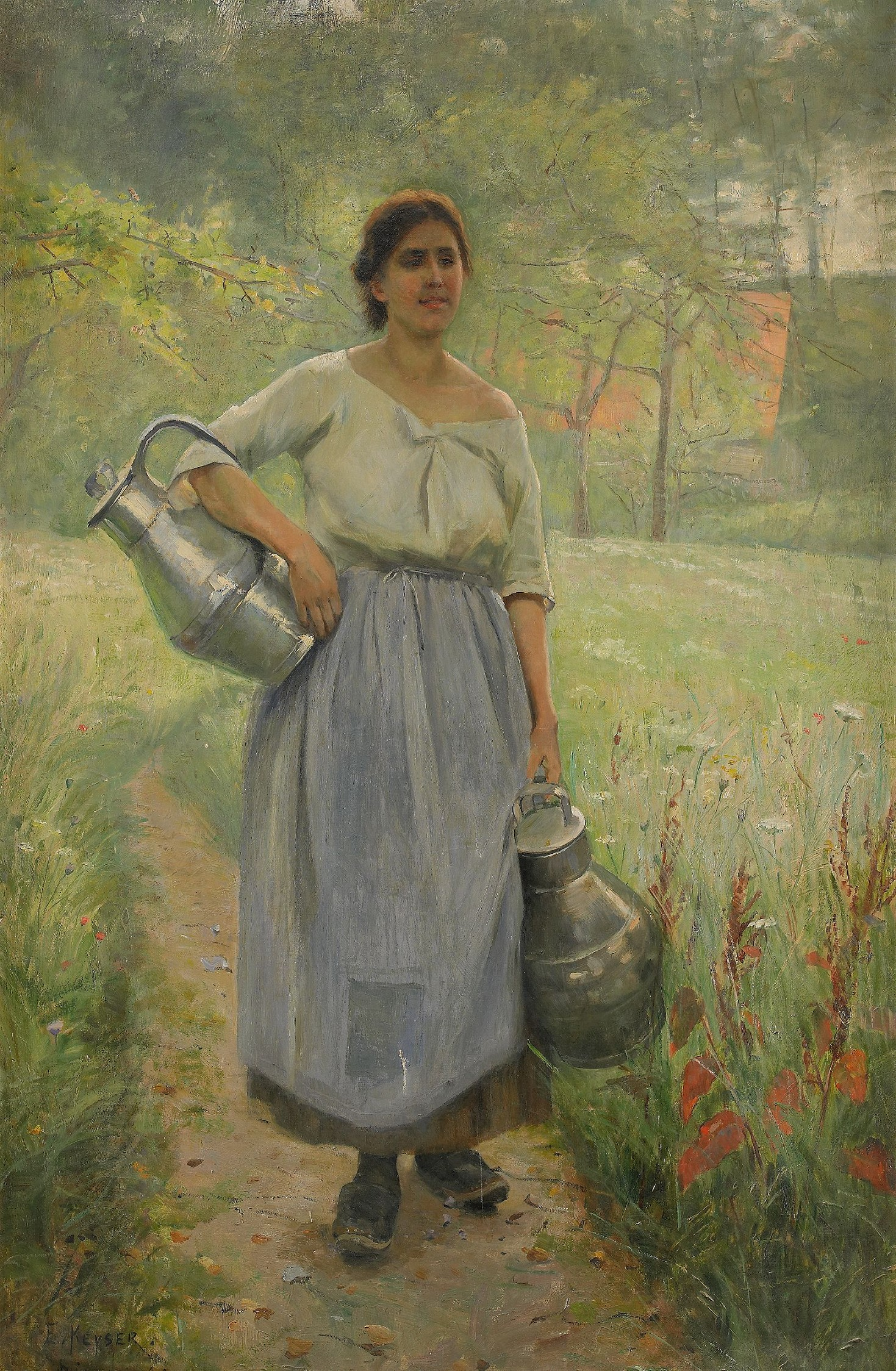
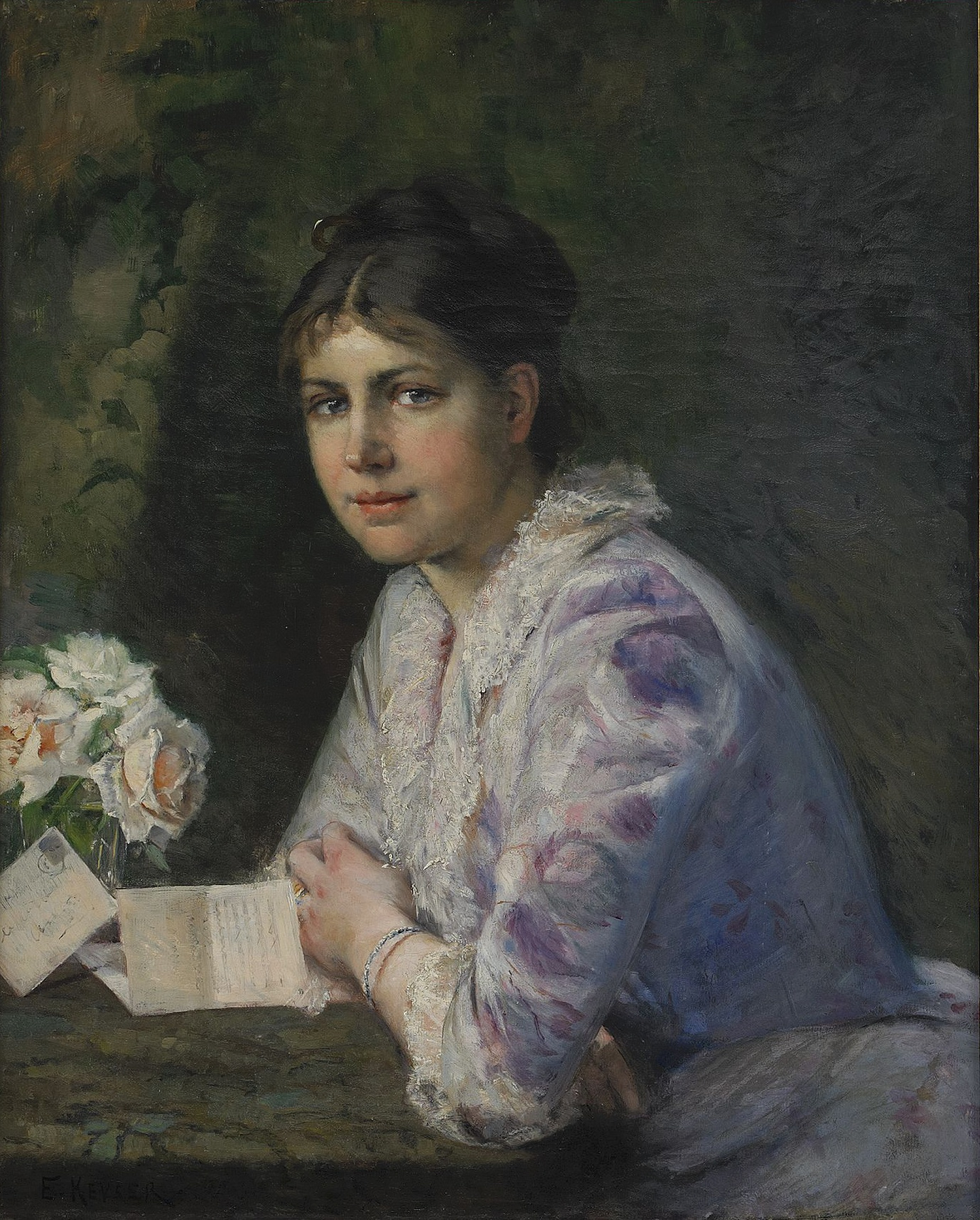
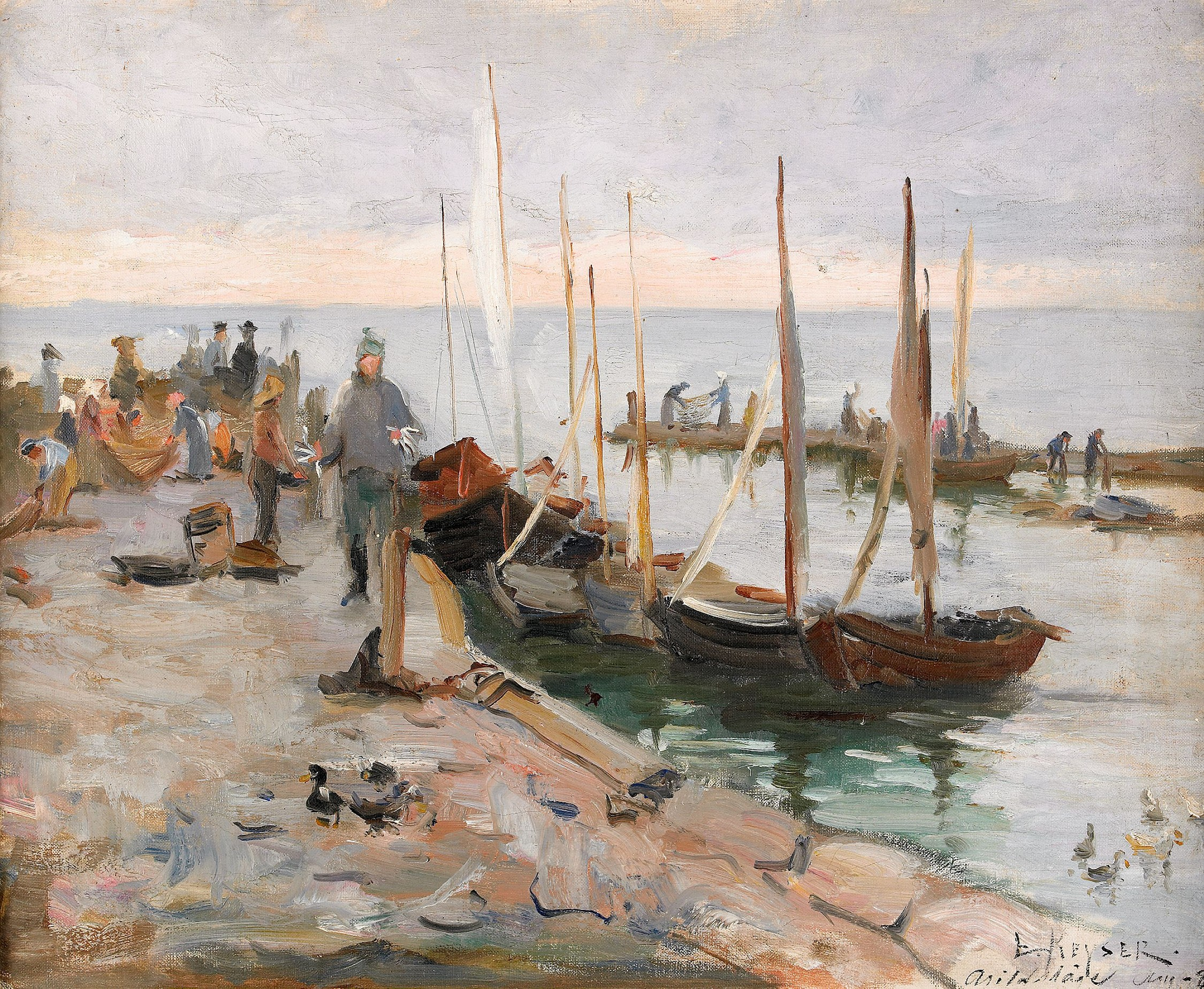